# Столичний палац спорту

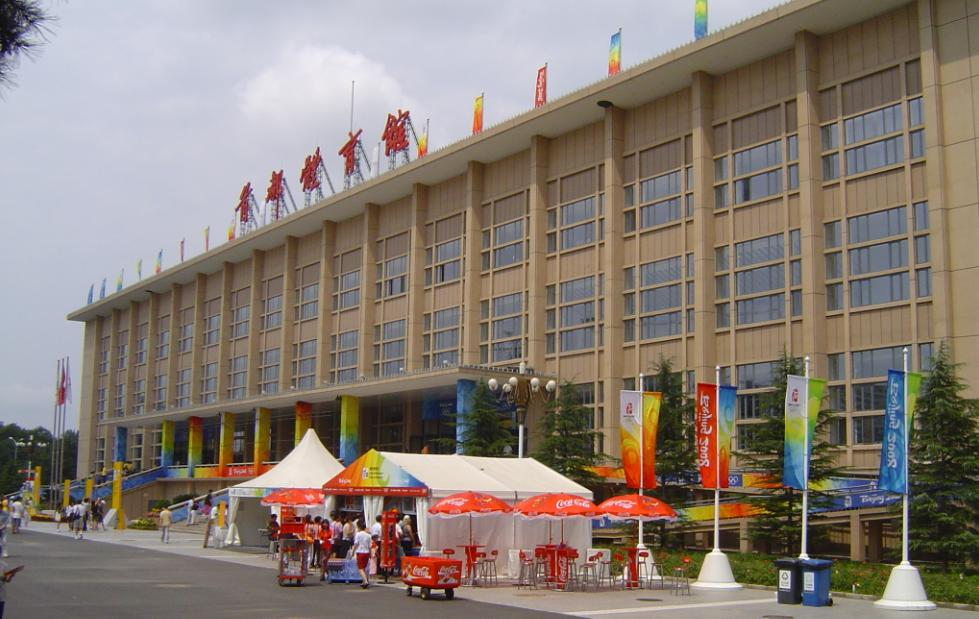
Столичний палац спорту

Столичний палац спорту (кит. трад. 首都 體育館, спр. 首都 体育馆, піньїнь: Shǒudū Tǐyùguǎn) — спортивний комплекс, одна з арен  Літніх Олімпійських ігор 2008 в Пекіні, побудований у 1968. Напередодні Олімпійських ігор і попередньої літньої Універсіади зазнав кардинальної реконструкції. Розташований в центрі Пекіна.

## Історія
В рамках Літніх Олімпійських ігор 2008 року споруда прийняла змагання з  волейболу. На зимовій Олімпіаді 2022 року тут пройдуть змагання з хокею з шайбою.
Спортивний комплекс має площу 54 700 м² і розрахований на 17 345 глядачів.
Саме тут у 1971 під час візиту в КНР президента США Річарда Ніксона відбувся знаменитий командний матч між збірними КНР і США з пінг-понгу, в пам'ять про який у словниковий обіг увійшов вираз «дипломатичний пінг-понг».